# Сент-Элен
Сент-Эле́н (фр. Saint-Hélen, брет. Sant-Haelen) — коммуна во Франции, находится в регионе Бретань. Департамент — Кот-д’Армор. Входит в состав кантона Ланвалле. Округ коммуны — Динан.
Код INSEE коммуны — 22299.

## География
Коммуна расположена приблизительно в 320 км к западу от Парижа, в 45 км северо-западнее Ренна, в 60 км к востоку от Сен-Бриё.

## Население
Население коммуны на 2016 год составляло 1 463 человека.
| 1962 | 1968 | 1975 | 1982 | 1990 | 1999 | 2008 | 2016 |
| ---- | ---- | ---- | ---- | ---- | ---- | ---- | ---- |
| 1002 | 971  | 973  | 936  | 974  | 1028 | 1206 | 1463 |

## Администрация
| Период | Период | Фамилия        | Партия       | Примечания  |
| ------ | ------ | -------------- | ------------ | ----------- |
| 2001   | 2008   | Пьер Роже      |              | ремесленник |
| 2008   | 2014   | Жерар Буазон   | Разные левые | пенсионер   |
| 2014   |        | Паскаль Перрен | Разные левые | пенсионер   |

## Экономика
В 2007 году среди 725 человек в трудоспособном возрасте (15—64 лет) 545 были экономически активными, 180 — неактивными (показатель активности — 75,2 %, в 1999 году было 71,7 %). Из 545 активных работали 480 человек (268 мужчин и 212 женщин), безработных было 65 (28 мужчин и 37 женщин). Среди 180 неактивных 59 человек были учениками или студентами, 70 — пенсионерами, 51 были неактивными по другим причинам.

## Достопримечательности
- Руины замка Кэткен (XV век). Исторический памятник с 1927 года[3]
- Феодальный мотт